# STS-37
STS-37 (Space Transportation System-37) var rumfærgen Atlantis 8. rumfærge-mission. Den blev opsendt d. 5. april 1991 og vendte tilbage den 11. april 1991.
Missionens primære formål var at sætte astronomisatellitten Compton Gamma Ray Observatory (GRO) i kredsløb.
Hovedartikler:

## Besætning
- Steven Nagel (kaptajn)
- Kenneth Cameron (pilot)
- Jerry Ross (1. missionsspecialist)
- Jay Apt (2. missionsspecialist)
- Linda Godwin (3. missionsspecialist)

## Missionen
Følgende nyttelast blev medbragt:
- Compton Gamma Ray Observatory (GRO) [1] [2]
- Crew and Equipment Translation Aids (CETA)
- Ascent Particle Monitor (APM)
- Shuttle Amateur Radio Experiment II (SAREX II)
- Protein Crystal Growth (PCG)
- Bioserve/instrumentation Technology Associates Materials Dispersion Apparatus (BIMDA)
- Radiation Monitoring Equipment III (RME Ill)
- Air Force Maui Optical Site (AMOS) eksperiment.

- Jay Apt på rumvandring
- Jerry Ross på rumvandring
- Gamma Ray Observatory